# 진저우구

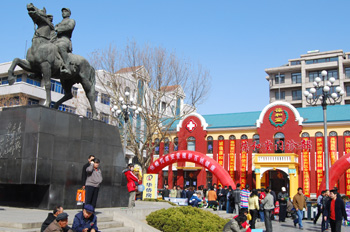

진저우구(한국어: 금주구, 중국어: 金州区, 병음: Jīnzhōu Qū)는 중화인민공화국 랴오닝성 다롄시의 행정구역이다. 넓이는 1390km2이고, 인구는 2007년 기준으로 720,000명이다.

## 연혁
고구려가 요동을 장악한 이후 본구에 비사성을 쌓았다. 고구려 멸망이후 황폐화되면서 버려졌다가 발해 영토가 되었다. 요나라가 남소성의 주민들을 본구로 강제이주시킨 뒤 소주(蘇州)를 두고 동경도에 소속시켰다. 절도가 주의 민정을, 남여진탕하사가 주의 군정을 맡았다. 내소현(來蘇縣)과 회화현(懷化縣)을 속현으로 두었다. 1143년 금나라는 소주를 현으로 화성현(化城縣)으로 격하시키고 귀주(歸州)를 진으로 격하시켜 통폐합시킨 다음 복주에 속현으로 두었다. 1216년 지금의 이름인 금주(金州)로 격상되었고 1218년 방어가 파견되었으나 1212년 제베에 의해 요양부가 함락되고 1213년 야율유가가 동요를 건국했기에 금나라가 실질적인 지배를 하지는 못했다. 원나라는 요양부에 통폐합시켰다.

### 명청
1372년 명나라에 의해 금주가 설치되었고 1375년 금주위(金州衛)가 설치되면서 요동도사에 속했다. 1385년 4월 금주가 폐지되었다. 동쪽에 있는 대흑산(大黑山)에선 소사하(小沙河)가 나온다. 또한 소흑산(小黑山)에서는 낙마하(駱馬河), 등사하(澄沙河)가 나온다. 동, 서, 남세방면에 빈해가 있다. 남쪽에 남관도(南關島)와 쌍도(雙島)와 삼산도(三山島), 동쪽에 연화도(蓮花島)와 피도(皮島)와 장행도(長行島), 동남에 금선도(金線島), 서남에 철산도(鐵山島), 동북에 소가도(蕭家島)가 있으며 관문이 있다. 남쪽에 여순구관(旅順口關)이 있는데, 여기서 해운이 올라온다. 남쪽과 북쪽에 2개의 성이 있는데, 북쪽에 있는 성에는 1369년(홍무 2년)에 설치한 중좌천호소(中左千戶所)가 있다. 동남에 망해과석성(望海堝石城)은 1409년 설치한 것이다. 위 동쪽에 철장(鐵場), 동북에 염장(鹽場)이 있다. 북으로 도사까지 600리 거리에 있다.
청나라에서는 1734년(옹정제 옹정 12년) 영해현(寧海縣)이 설치되어 봉천성 봉천부에 속하게 되었다. 1843년(도광제 도광 23년), 금주청(金州廳)으로 격상되었다. 1897년(광서제 광서 23년) 러시아 제국에 의해 동청 철도가 개통되면서 지금의 다롄시지역이 분리되었다.

## 기후
| Jinzhou (1981−2010)의 기후                     | Jinzhou (1981−2010)의 기후 | Jinzhou (1981−2010)의 기후 | Jinzhou (1981−2010)의 기후 | Jinzhou (1981−2010)의 기후 | Jinzhou (1981−2010)의 기후 | Jinzhou (1981−2010)의 기후 | Jinzhou (1981−2010)의 기후 | Jinzhou (1981−2010)의 기후 | Jinzhou (1981−2010)의 기후 | Jinzhou (1981−2010)의 기후 | Jinzhou (1981−2010)의 기후 | Jinzhou (1981−2010)의 기후 | Jinzhou (1981−2010)의 기후 |
| 월                                             | 1월                        | 2월                        | 3월                        | 4월                        | 5월                        | 6월                        | 7월                        | 8월                        | 9월                        | 10월                       | 11월                       | 12월                       | 연간                       |
| ---------------------------------------------- | -------------------------- | -------------------------- | -------------------------- | -------------------------- | -------------------------- | -------------------------- | -------------------------- | -------------------------- | -------------------------- | -------------------------- | -------------------------- | -------------------------- | -------------------------- |
| 역대 최고 기온 °C (°F)                         | 9.7 (49.5)                 | 16.3 (61.3)                | 19.7 (67.5)                | 27.0 (80.6)                | 31.0 (87.8)                | 35.1 (95.2)                | 35.8 (96.4)                | 34.0 (93.2)                | 31.8 (89.2)                | 27.1 (80.8)                | 20.4 (68.7)                | 15.6 (60.1)                | 35.8 (96.4)                |
| 일평균 최고 기온 °C (°F)                       | −0.4 (31.3)                | 2.2 (36.0)                 | 7.6 (45.7)                 | 15.1 (59.2)                | 20.8 (69.4)                | 24.9 (76.8)                | 27.4 (81.3)                | 28.2 (82.8)                | 24.7 (76.5)                | 18.1 (64.6)                | 9.7 (49.5)                 | 2.7 (36.9)                 | 15.1 (59.2)                |
| 일일 평균 기온 °C (°F)                         | −4.5 (23.9)                | −1.9 (28.6)                | 3.5 (38.3)                 | 10.6 (51.1)                | 16.5 (61.7)                | 21.0 (69.8)                | 24.2 (75.6)                | 24.8 (76.6)                | 20.7 (69.3)                | 13.8 (56.8)                | 5.4 (41.7)                 | −1.4 (29.5)                | 11.1 (51.9)                |
| 일평균 최저 기온 °C (°F)                       | −8.0 (17.6)                | −5.4 (22.3)                | −0.1 (31.8)                | 6.7 (44.1)                 | 12.6 (54.7)                | 17.6 (63.7)                | 21.5 (70.7)                | 21.7 (71.1)                | 16.8 (62.2)                | 9.6 (49.3)                 | 1.4 (34.5)                 | −5.0 (23.0)                | 7.5 (45.4)                 |
| 역대 최저 기온 °C (°F)                         | −19.8 (−3.6)               | −17.69 (0.16)              | −9.4 (15.1)                | −2.6 (27.3)                | 5.5 (41.9)                 | 10.7 (51.3)                | 16.4 (61.5)                | 14.8 (58.6)                | 4.8 (40.6)                 | −3.4 (25.9)                | −11.6 (11.1)               | −15.9 (3.4)                | −19.8 (−3.6)               |
| 평균 강수량 mm (인치)                          | 5.0 (0.20)                 | 6.0 (0.24)                 | 12.3 (0.48)                | 29.8 (1.17)                | 45.5 (1.79)                | 77.3 (3.04)                | 137.1 (5.40)               | 150.0 (5.91)               | 55.4 (2.18)                | 28.8 (1.13)                | 15.2 (0.60)                | 6.8 (0.27)                 | 569.2 (22.41)              |
| 평균 상대 습도 (%)                             | 56                         | 57                         | 57                         | 59                         | 64                         | 74                         | 83                         | 80                         | 70                         | 64                         | 61                         | 57                         | 65                         |
| 출처: China Meteorological Data Service Center |                            |                            |                            |                            |                            |                            |                            |                            |                            |                            |                            |                            |                            |

## 행정 구역
6개 가도, 11개 진, 1개 민족향을 관할한다.
- 가도: 光明街道, 先进街道, 友谊街道, 拥政街道, 站前街道, 中长街道.
- 진: 大李家镇, 大魏家镇, 得胜镇, 登沙河镇, 二十里堡镇, 华家屯镇, 亮甲店镇, 三十里堡镇, 石河镇, 向应镇, 杏树屯镇.
- 민족향: 七顶山满族民族乡.

## 같이 보기
- 다롄시
- 랴오닝성
- 남산 전투